# Empusa fasciata
Empusa fasciata ist eine Fangschrecke aus der Familie der Empusidae. Sie ist im östlichen Mittelmeergebiet verbreitet und wird wie die nah verwandte Art Empusa pennata aufgrund ihres Erscheinungsbilds auch als „Haubenfangschrecke“ (im Englischen Conehead mantis) bezeichnet.

## Merkmale

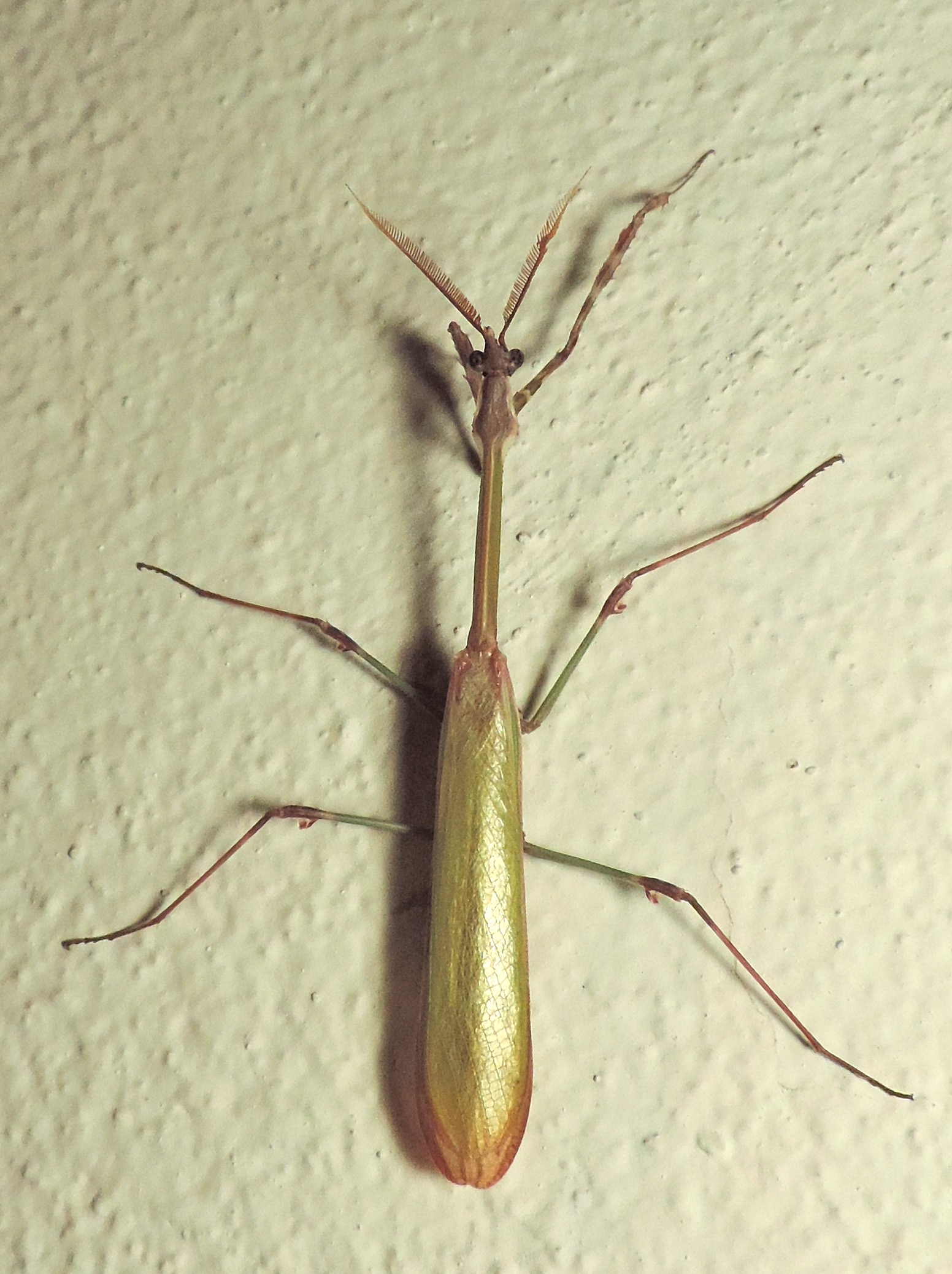
Männchen

Mit einer Körperlänge von etwa 60 bis 80 Millimetern als Weibchen und etwa 50 bis 70 als Männchen zählt Empusa fasciata zu den mittelgroßen Fangschrecken. Die Art besitzt eine gelbgraue oder graubraune Grundfärbung, dabei auch gelegentlich grüne Farbanteile. Der Körper ist vergleichsweise schmächtig gebaut. Auffällig ist der lange Thorax, dessen Länge fast der des restlichen Körpers im Gesamten entspricht. Zusätzlich sind an dem Abdomen (Hinterleib) und den Laufbeinen mehrere Lappen vorhanden. Der obere Rand der Vorderflügel trägt je einen weißen Streifen, woher sich auch der Artname fasciata (gebändert) ableitet. Anders als bei anderen Fangschrecken sind bei Empusa fasciata die Flügel beider Geschlechter gut entwickelt und ermöglichen ihnen dementsprechend auch die Fähigkeit zu fliegen. Ein weiteres Merkmal der Art ist der haubenartige Fortsatz auf dem Kopf, der zu der Bezeichnung „Haubenfangschrecke“ geführt hat.

### Sexualdimorphismus
Wie viele Fangschrecken tritt auch bei Empusa fasciata ein starker Sexualdimorphismus (Unterschied der Geschlechter) auf. Das größere und kräftigere Weibchen besitzt kürzere und dünnere Fühler, kürzere Flügel und ein Abdomen mit fünf Hinterleibssegmenten. Das kleinere und weniger kräftige Männchen besitzt längere Fühler, die eine auffällige Doppelkämmung aufweisen. Seine Flügel ragen über das Ende des Abdomens, das hier aus sechs Segmenten besteht, hinaus. Die Anzahl der Segmente weicht somit von der anderer Fangschrecken ab, die meist mehr Segmente aufweisen.
Die jüngeren Stadien (Larven und Nymphen) haben wie bei Fangschrecken üblich ein nach oben gebogenes Abdomen und nur Flügelansätze, gleichen aber ansonsten weitestgehend den Imagines (ausgewachsenen Tieren).

### Ähnliche Arten

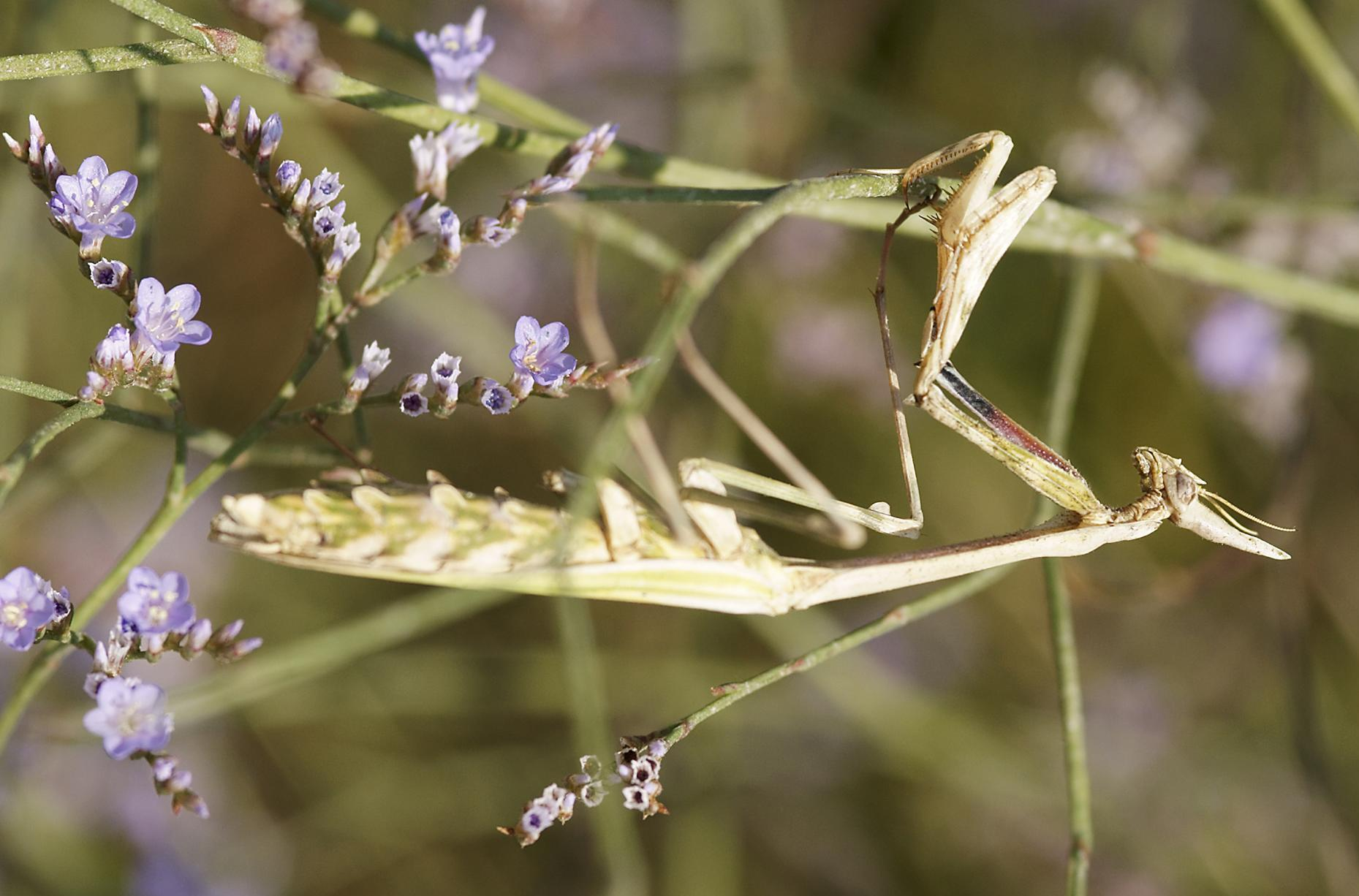
Weibchen der nah verwandten Art Empusa pennata

Ähnliche Arten von Empusa fasciata finden sich in der Gattung Empusa selbst wieder, darunter besonders Empusa pennata. Von Empusa pennata unterscheidet sich Empusa fasciata besonders durch die schmaleren Lappen an den Beinen.

## Vorkommen

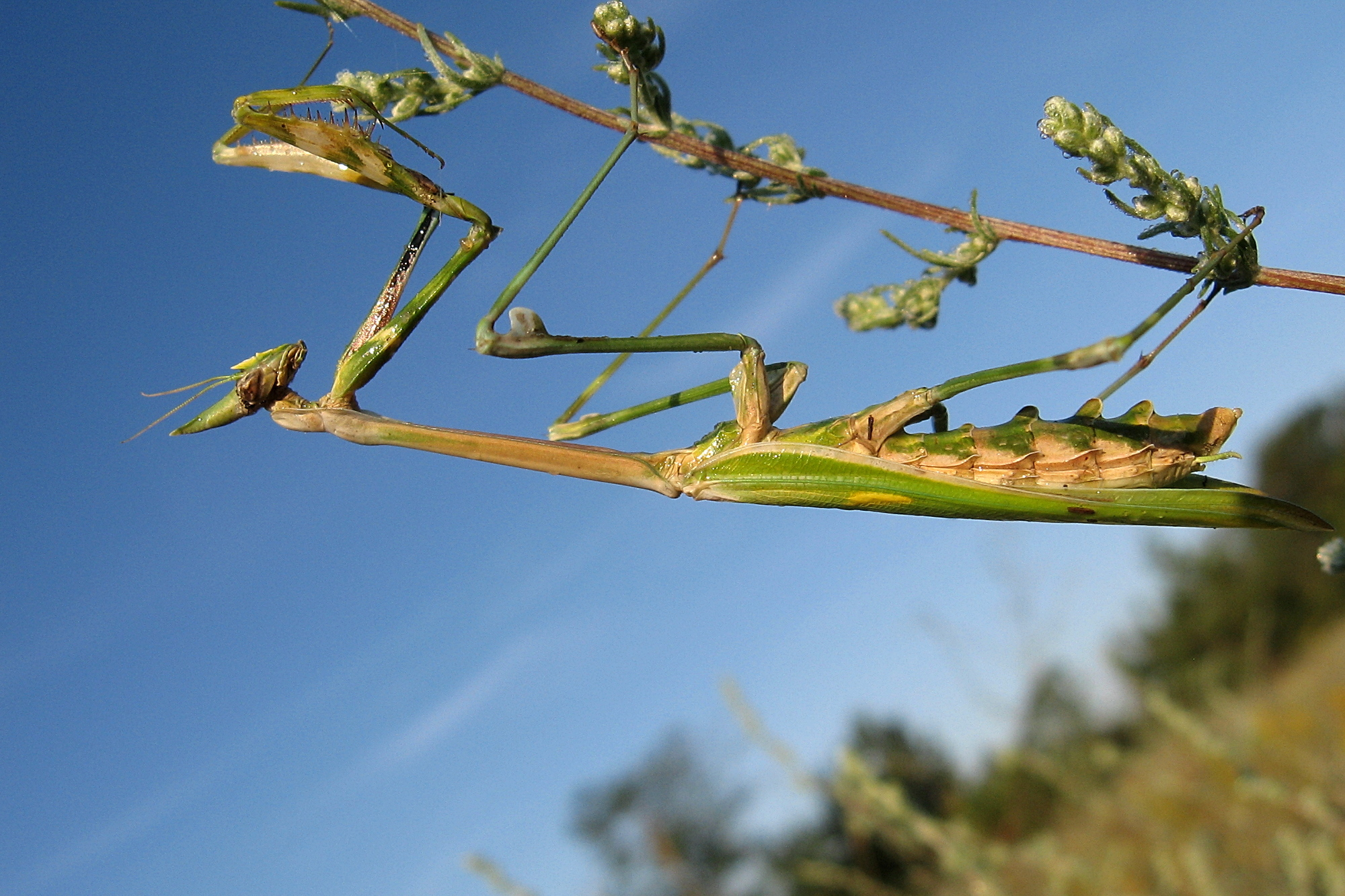
Weibchen im Biosphärenreservat Schwarzes Meer in der Ukraine

Empusa fasciata ist eine ostmediterrane Art und bewohnt die Balkanhalbinsel, die Türkei und Nordafrika. Im Nordosten liegt die Verbreitungsgrenze auf der Krim und in der Region Krasnodar am Schwarzen Meer. Die Westgrenze der Verbreitung liegt im äußersten Osten Italiens (Friaul und Venetien), die Ostgrenze vermutlich im Westen des Iran. Sie kommt auf der Insel Zypern vor. Angebliche Sichtungen von Empusa fasciata in Indien sind auch erfolgt, die meisten Autoren rechnen es allerdings nicht zum Verbreitungsgebiet. Die Art bewohnt bevorzugt warme und trockene Gebiete, die viele Sträucher aufweisen.

### Bedrohung und Schutz
Der allgemeine Bestand von Empusa fasciata wird von der IUCN nicht gewertet. In Slowenien jedoch, wo das Vorkommen der Art auf wenige Gebiete beschränkt ist, wird durch einen Rückgang geeigneter Lebensräume diese Art seltener. In der Küstenregion Kroatiens hingegen gilt die Art als häufig.

## Lebensweise

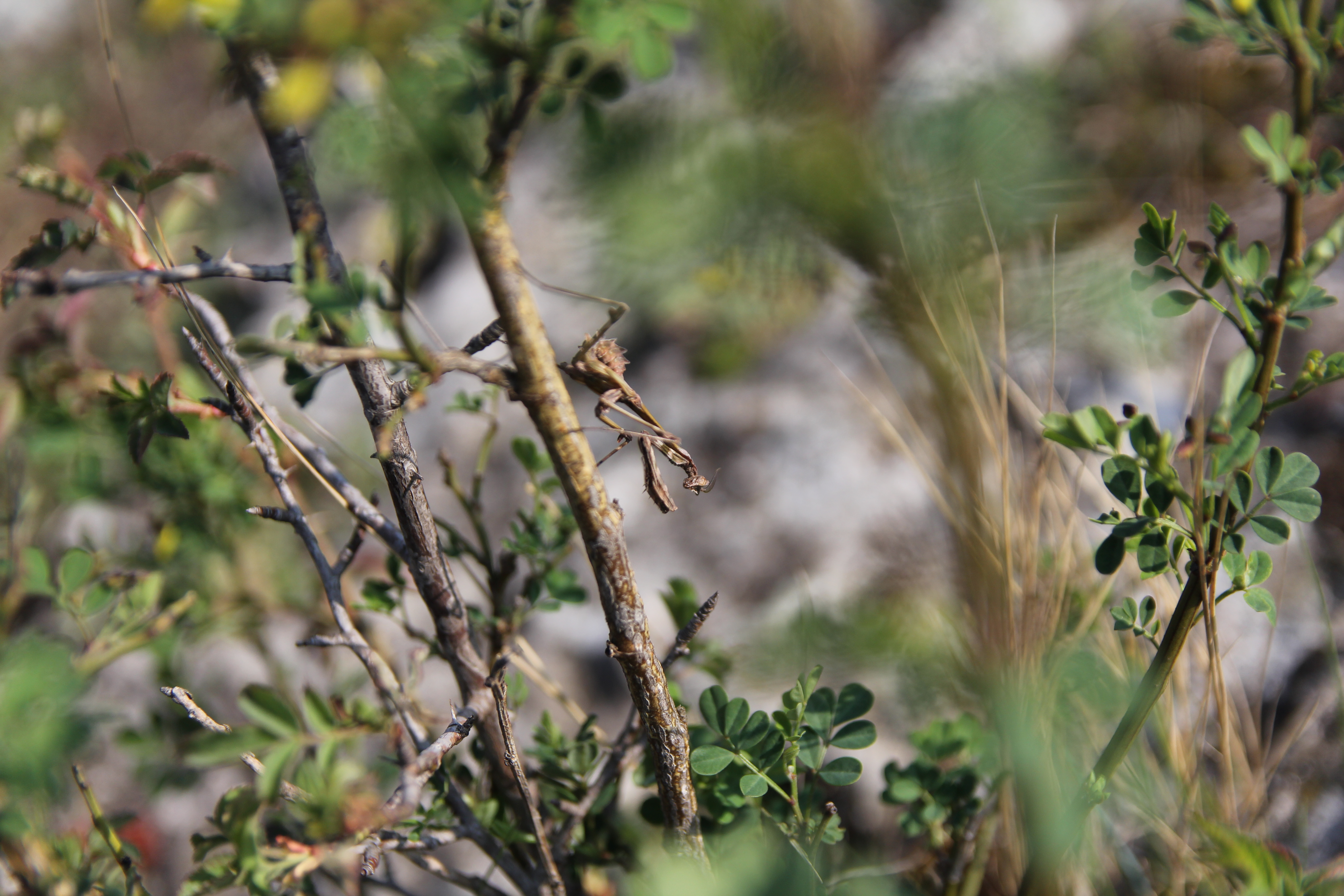
Getarnte Nymphe in der Vegetation nahe der serbischen Stadt Niš

Empusa fasciata hält sich in der Vegetation ihres Habitats auf und verhält sich wie viele Fangschrecken überwiegend reglos. Die Möglichkeit, sich gegen Prädatoren (Fressfeinde) mit einer Drohgebärde oder einer direkten Abwehr zu verteidigen, ist ihr, bedingt durch die fehlenden Warnfarben und die vergleichsweise schwachen Fangarme nicht gegeben. Stattdessen stellt sich die Fangschrecke bei möglichen Gefahren tot. Mit allen anderen Arten der Ordnung Mantodea teilt Empusa fasciata die räuberische Ernährungsweise und erlegt als Lauerjäger passende Beutetiere. Dabei hat sich die Art vorwiegend auf Fluginsekten spezialisiert, die auch aus der Luft ergriffen werden können.

### Phänologie und Fortpflanzung

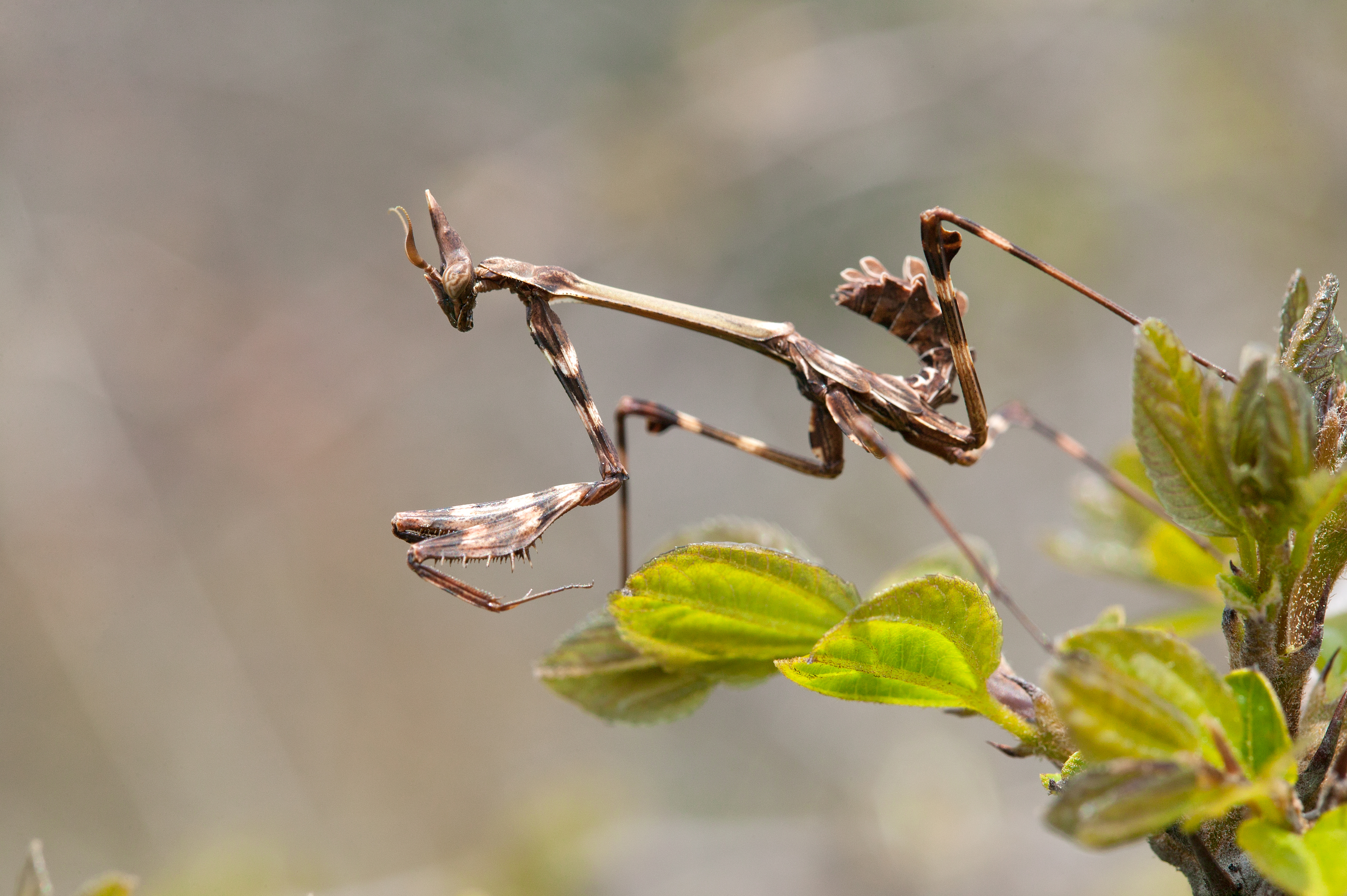
Nähere Ansicht einer Nymphe

Ausgewachsene Exemplare von Empusa fasciata treten von Anfang Mai bis Ende Juni auf. Die Art ist univoltin und bildet dementsprechend nur eine Generation pro Jahr aus. Das Fortpflanzungsverhalten von Empusa fasciata entspricht dem anderer Fangschrecken. Hingegen kommt Kannibalismus seitens des Weibchens gegenüber dem Männchen bei der Art selten vor. Individuen beider Geschlechter begatten sich meist sogar mehrmals. Die Weibchen legen ihre Ootheken (Eigelege) im Juni ab. Die Ootheken sind kastenförmig geformt und gerippt, besitzen eine Breite von etwa 15 und eine Länge von ca. 20 Millimetern und sind unmittelbar nach der Ablage beige und später braun gefärbt. Insgesamt können in je einem Abstand von ein bis zwei, gelegentlich auch innerhalb eines Tages, etwa 10 bis 20 befruchtete Ootheken abgelegt werden. Die Jungtiere schlüpfen nach etwa zwei bis drei Wochen nach der Ablage und inmitten eines Zeitraums von Mitte Juli bis August. Sie besitzen als Larven eine Länge von etwa drei Millimetern und sind schwarz-weiß gefärbt. Sie überwintern und wachsen wie bei allen hemimetabolen Insekten, zu denen auch die Fangschrecken gehören, über mehrere Häutungen heran und erlangen im darauf folgenden Jahr ihre Geschlechtsreife. Diese tritt beim Weibchen etwa sechs Tage nach der Imaginalhäutung und beim Männchen bereits nach etwa vier Tage danach ein.

## Terraristik
Wie viele andere Fangschrecken wird auch Empusa fasciata als Heimtier in der Terraristik gehalten. Dafür muss das warme und trockene Klima ihres natürlichen Lebensraumes simuliert werden. Es empfiehlt sich, auch eine Winterruhe zu ermöglichen, da dies die ansonsten vergleichsweise kurze Lebensdauer der Art von etwa sechs Monaten erhöhen kann. Auch muss beachtet werden, dass die Art lediglich mit Fluginsekten gefüttert werden soll, auf welche sie spezialisiert ist. Im Gegensatz zu anderen Fangschreckenarten ist die innerartliche Aggressivität bei Empusa fasciata schwach ausgeprägt, sodass bei einer genügenden Grundfläche und einem ausreichenden Nahrungsangebot auch mehrere Tiere in einer Behausung gehalten werden können.

## Systematik
Empusa fasciata wurde 1832 von Gaspard Auguste Brullé erstmals beschrieben und erhielt keine Umbenennungen oder Umstellungen in andere Gattungen.

## Galerie

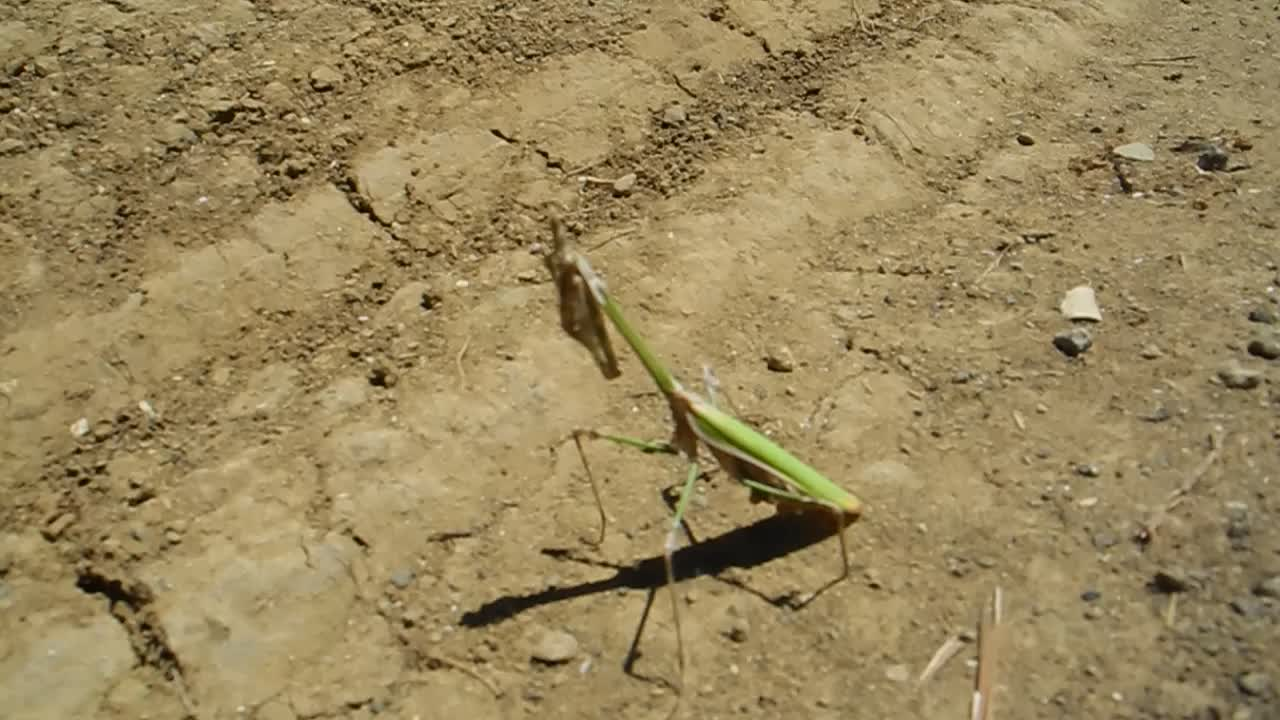
Frontalansicht eines Weibchens
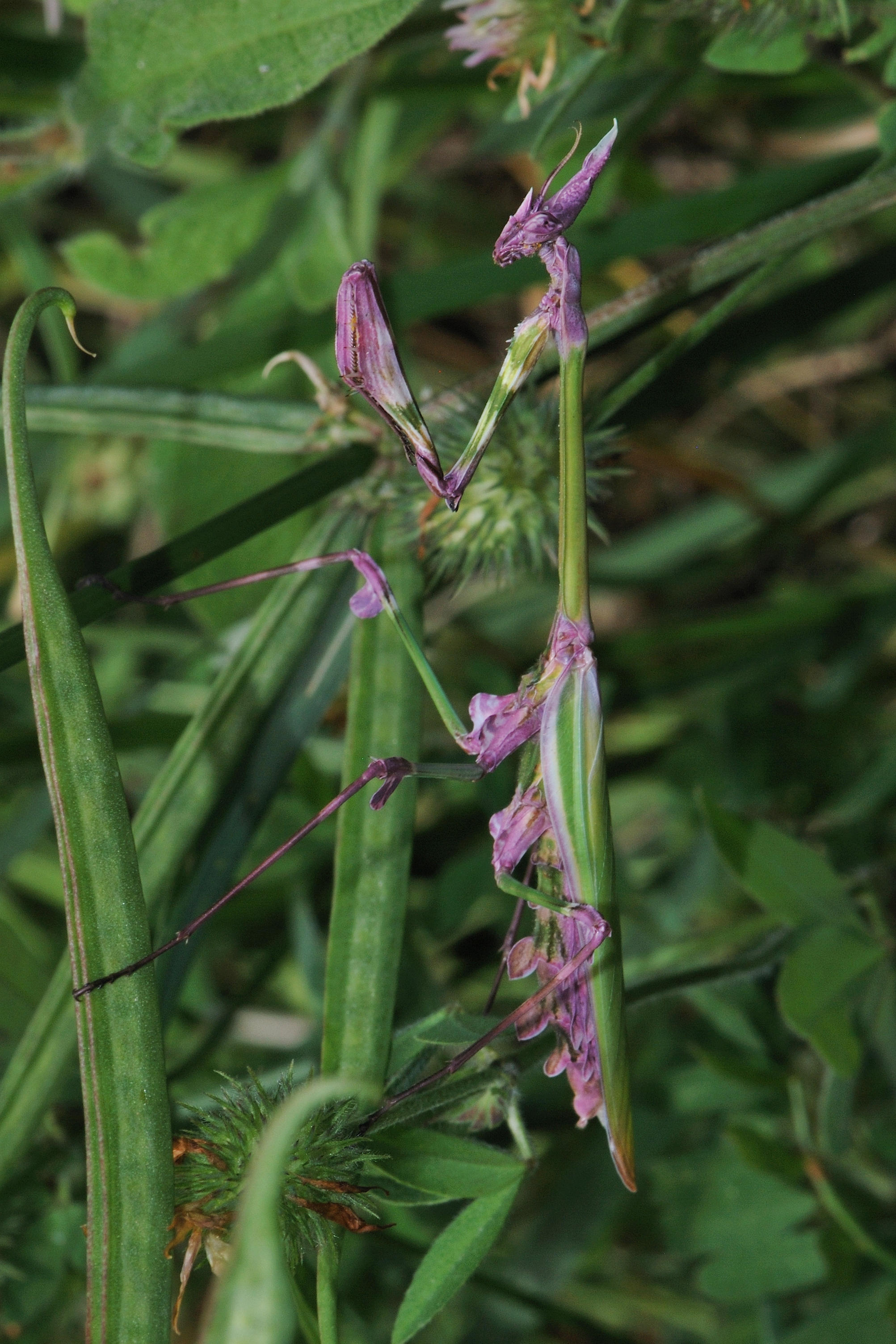
Lateralansicht eines Weibchens
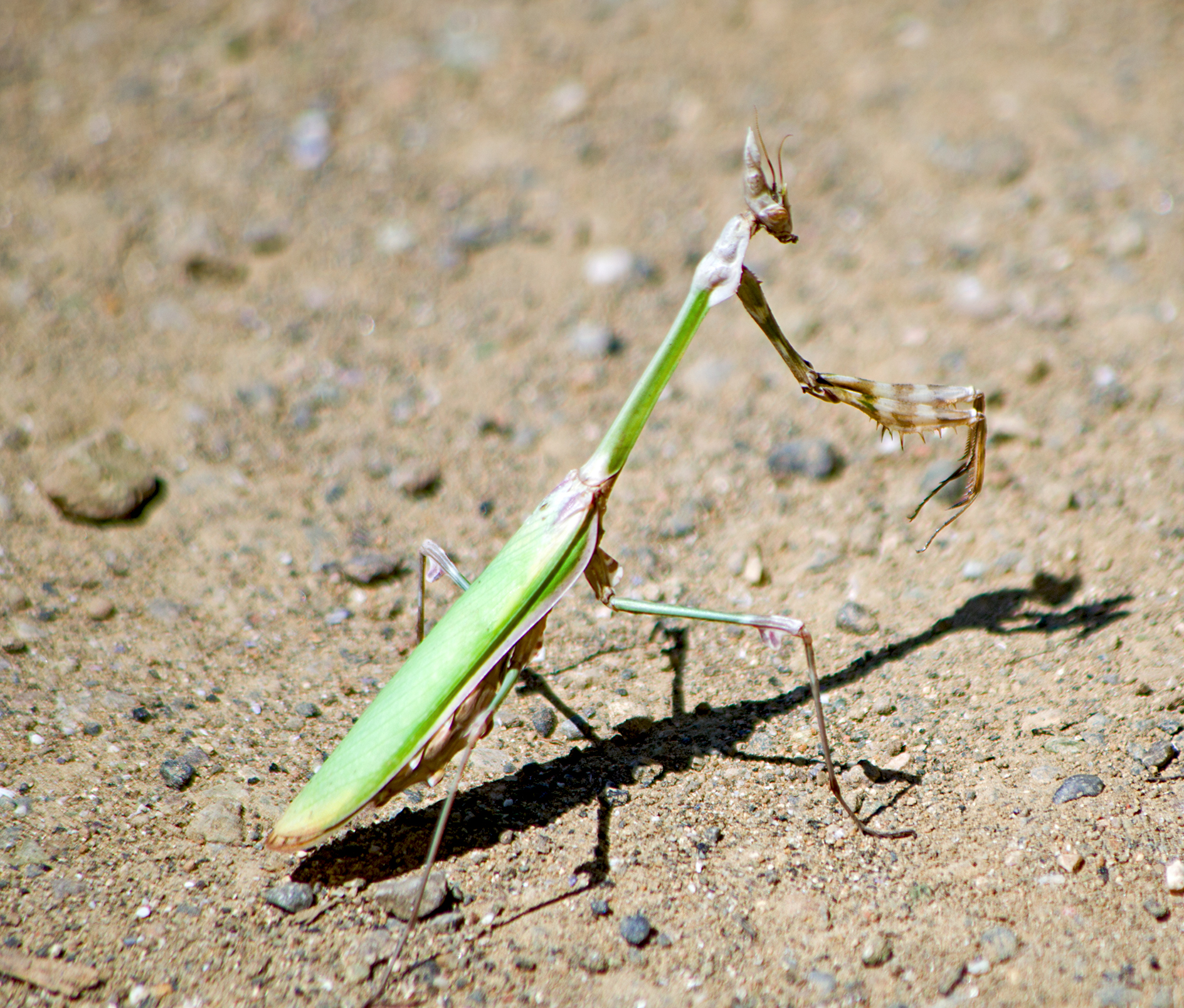
Rückansicht eines Weibchens
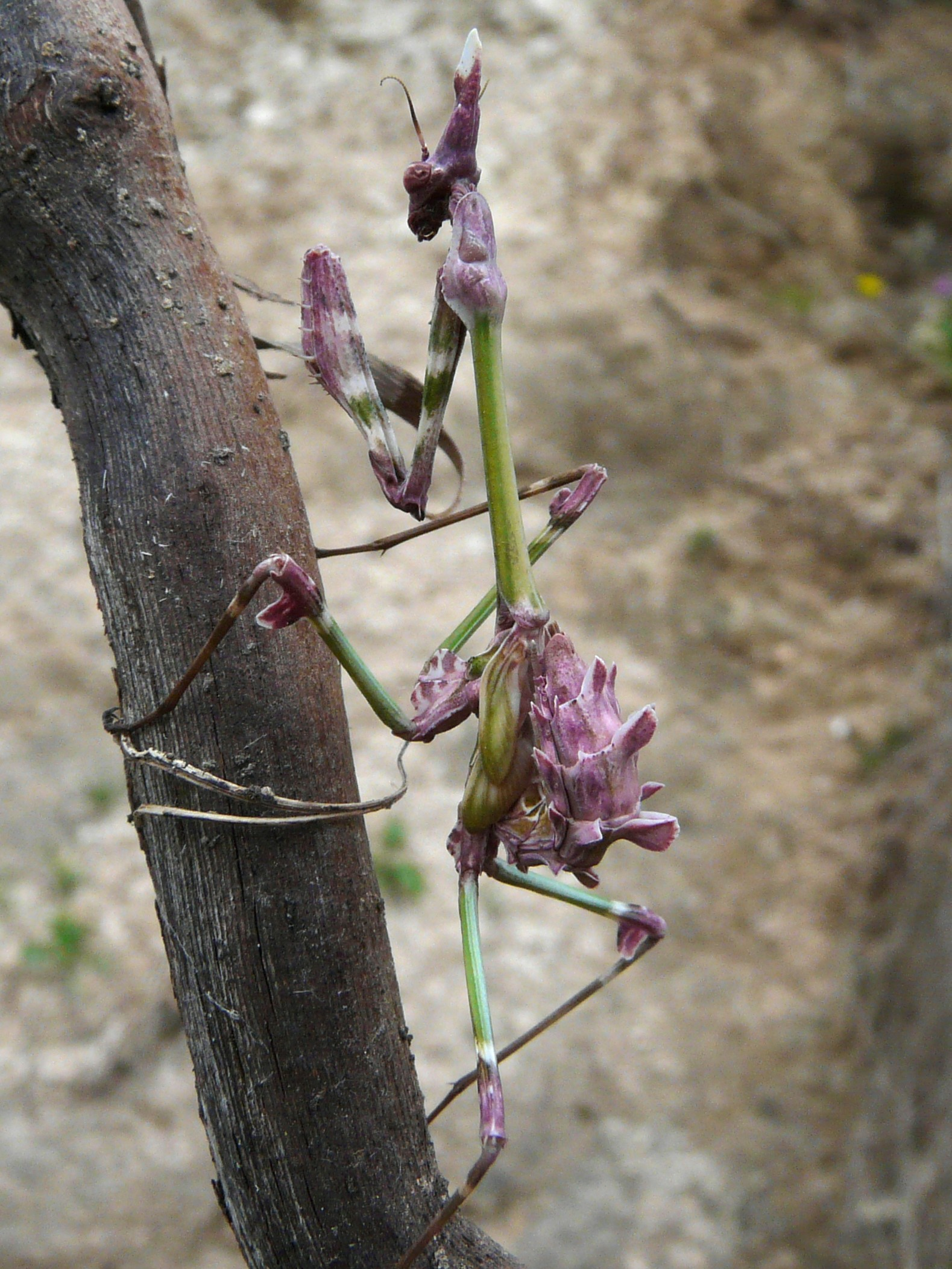
Dorsalansicht einer Nymphe
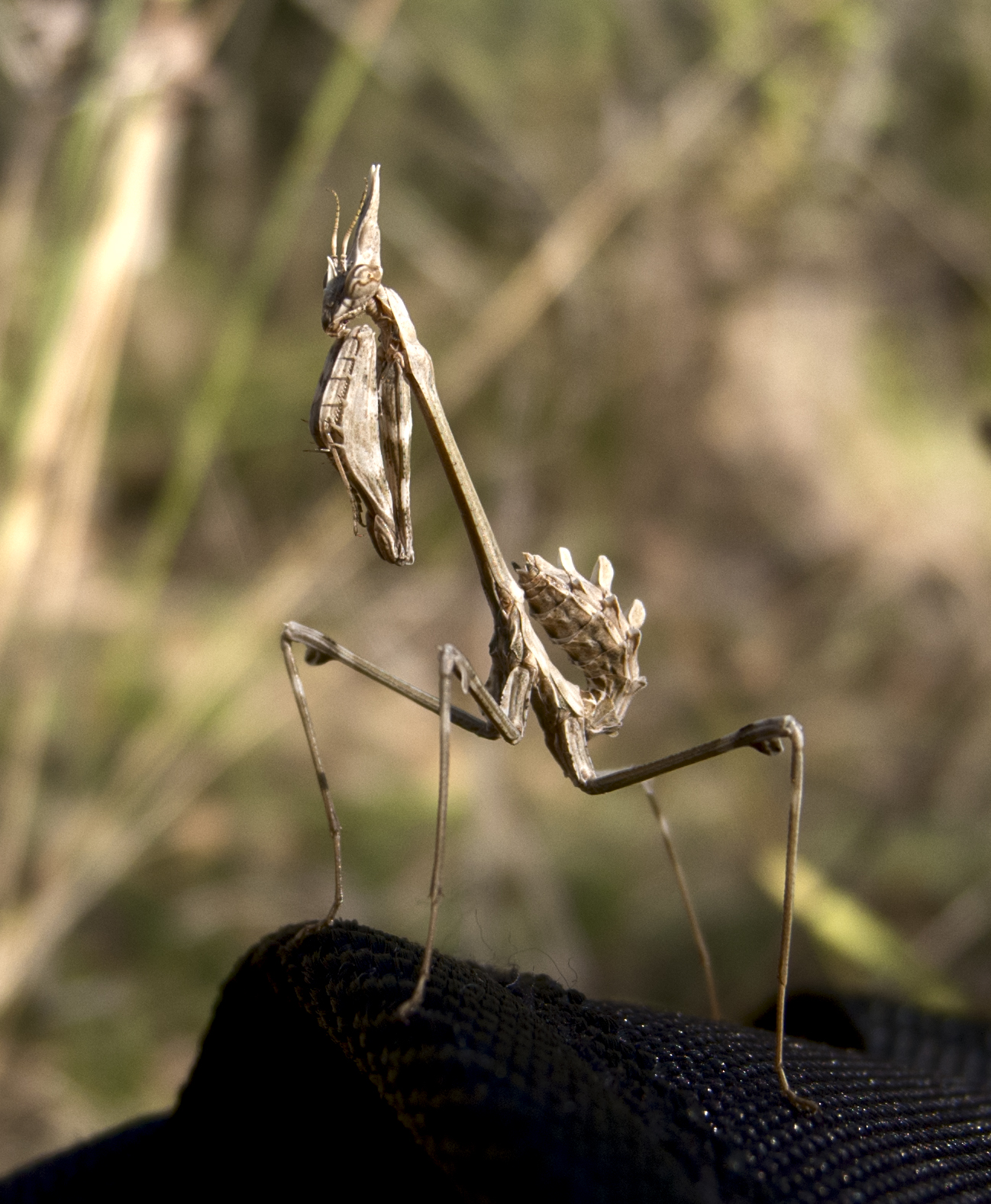
Frontalansicht einer Nymphe
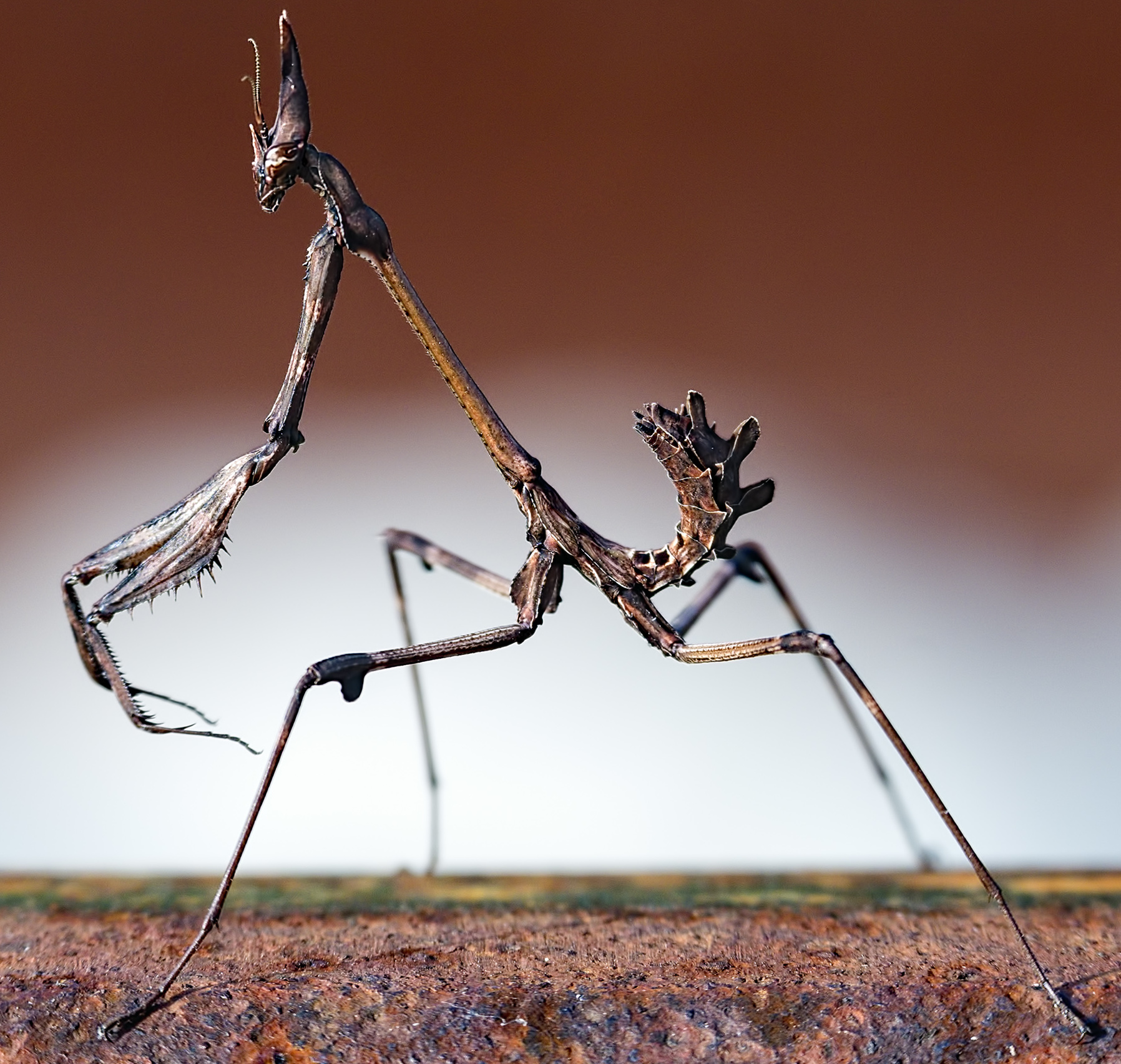
Lateralansicht einer Nymphe
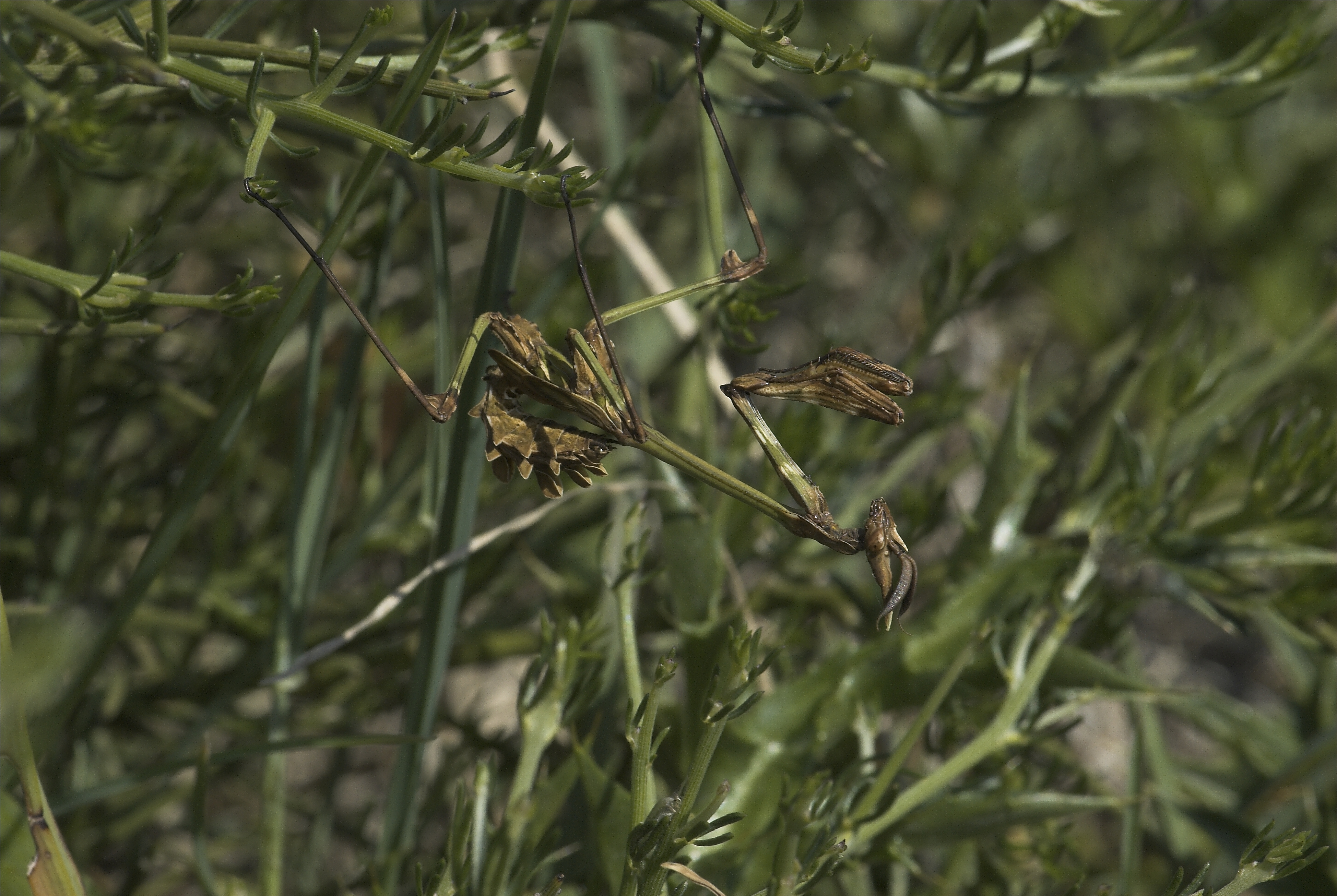
Ventralansicht einer Nymphe
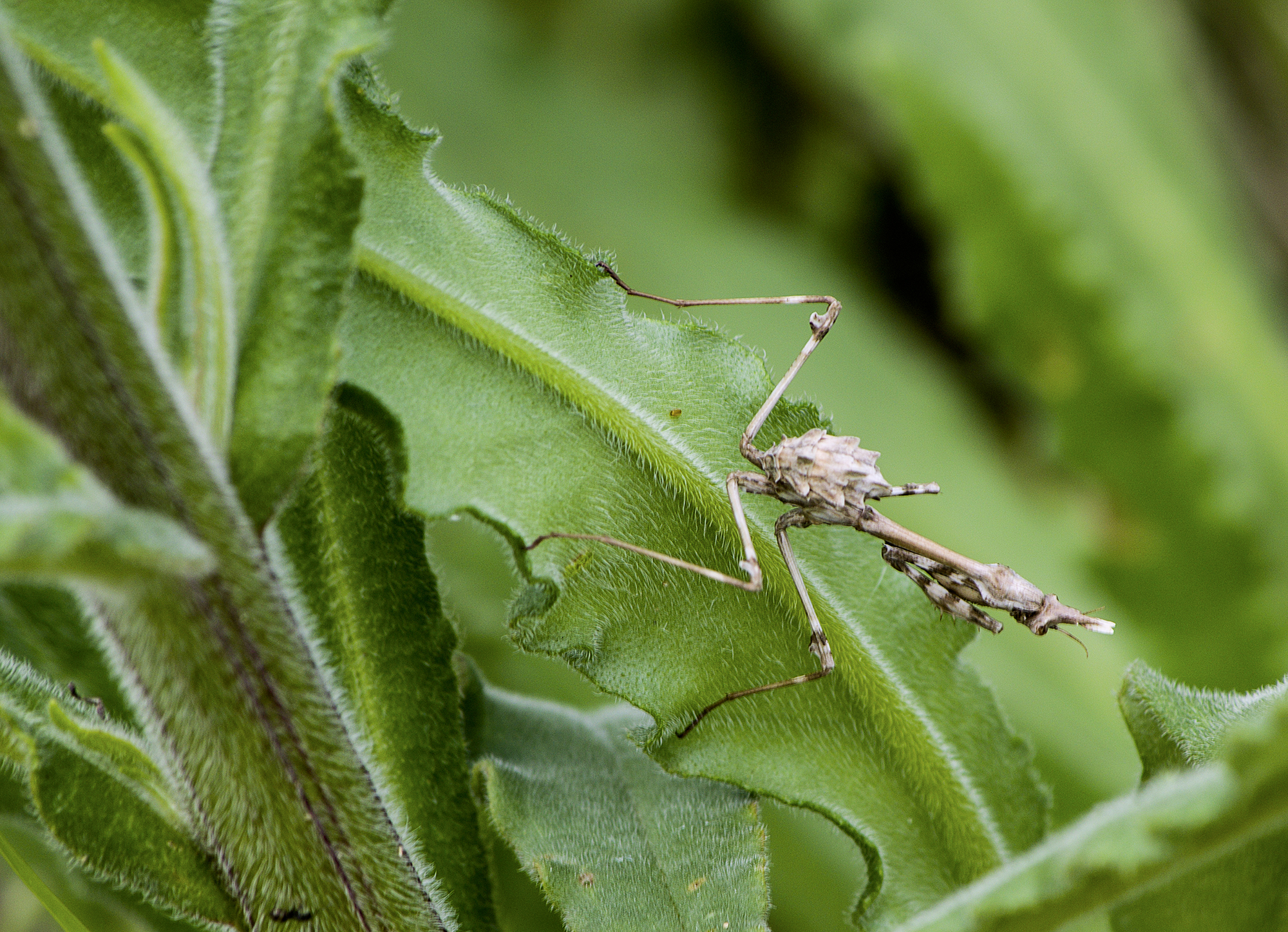
Rückansicht einer Nymphe